# Jean Ramey
Jean Ramey (Liegi, 1530 circa – Liegi, 1612) è stato un pittore fiammingo.

## Biografia

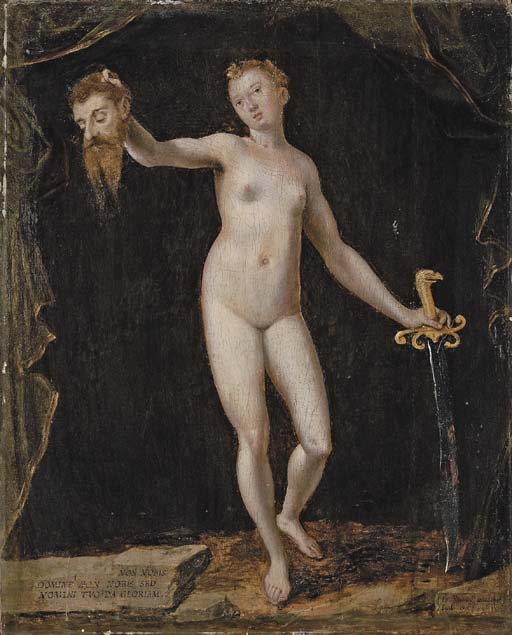
Giuditta con la testa di Oloferne, 1585

Jean Ramey fu un esponente della borghesia liegese ed è molto probabile che sia stato un allievo nella bottega di Lambert Lombard. Dopo che cominciò a diventare noto in città, si sposò con Marie de Lymbourg e gli furono commissionate varie opere per delle chiese liegesi, come un'Ultima Cena per la collegiata di San Pietro. Nel 1573 ebbe come allievo Otto van Veen, che, a sua volta, sarebbe stato il maestro di Pietro Paolo Rubens. Le fonti testimoniano che nel 1585 egli entrò a far parte di una gilda di orafi. Secondo una tradizione, in realtà infondata, egli sarebbe stato chiamato a Parigi, prima di Rubens, per decorare il palazzo del Lussemburgo di Maria de' Medici.
Sono poche le opere note di Jean Ramey: una Conversione di San Paolo è conservata nella chiesa di San Martino di Villers-le-Peuplier, mentre sono attribuiti a lui (o a suo figlio Gérard) altri due dipinti conservati a Liegi (una pala con i santi Michele e Giovanni nella cattedrale e un'opera sulla guarigione di uno storpio da parte di san Paolo), che risentono dell'influenza stilistica di Lombard. Al 1585 risale una tavola ritraente Giuditta con la testa di Oloferne e che è firmata Io. Rameÿ pingebat Leod. 1585 ("Jean Ramey dipinse a Liegi. 1585").